# Véronique Silver
Véronique Silver (2 de septiembre de 1931 – 24 de julio de 2010) fue una actriz teatral, cinematográfica y televisiva francesa. 
Nacida en Amiens, Francia, su verdadero nombre era Louise Isabelle Maria Puret. Estuvo casada con el actor Henri Virlogeux desde 1961 hasta la muerte de él, ocurrida en 1995.
En 1982 fue nominada al Premio César a la mejor actriz secundaria por La Femme d'à côté.
Silver falleció en París.

## Teatro
- 1957 : La Guerre du sucre, de Robert Collon, escenografía de Yves Allégret, Théâtre des Bouffes-Parisiens
- 1957 : Phi-Phi, de Albert Willemetz y Fabien Sollar, escenografía de Georges Atlas, Théâtre des Bouffes-Parisiens
- 1959 : Tres sombreros de copa, de Miguel Mihura, escenografía de Olivier Hussenot, Théâtre de l'Alliance française
- 1959 : El jugador, de André Charpak a partir de Fiódor Dostoievski, escenografía de André Charpak, Théâtre de l'Alliance française
- 1960 : John Smith 1er, de Jaime Silas, escenografía de Michel de Ré, Théâtre de l'Œuvre
- 1960 : Ex-Napoléon, de Nino Frank y Paul Gilson, escenografía de Jean-Jacques Aslanian y Jean Collomb, Festival de Arrás
- 1960 : La resistible ascensión de Arturo Ui, de Bertolt Brecht, escenografía de Jean Vilar y Georges Wilson, Teatro Nacional Popular y Théâtre de Chaillot
- 1961 : El alcalde de Zalamea, de Pedro Calderón de la Barca, escenografía de Georges Riquier y Jean Vilar, Festival de Aviñón
- 1963 : Boeing boeing, de Marc Camoletti, Comédie Caumartin
- 1966 : La Polka des lapins, de Tristan Bernard, escenografía de Nicole Anouilh, Théâtre Edouard VII
- 1968 : Le Grand Zèbre, de Jean-Jacques Bricaire y Maurice Lasaygues, escenografía de Francis Joffo, Théâtre des Variétés
- 1971 : Au bal des chiens, de Rémo Forlani, escenografía de André Barsacq, Théâtre de l'Atelier
- 1971 : Don Juan ou l'Amour de la géométrie, de Max Frisch, escenografía de Jo Tréhard, Théâtre municipal de Cherbourg y Théâtre de Nice
- 1972 : Le Poignard masqué, de Auguste Anicet-Bourgeois, escenografía de Jacques Seiler, Théâtre Hébertot
- 1973 : Le Cochon noir, de Roger Planchon, escenografía de Jacques Rosner, Théâtre Ouvert y Festival de Aviñón
- 1974 : Trotsky à Coyoacan, de Hartmut Lange, escenografía de André Engel
- 1975 : Hôtel du Lac, de François-Marie Banier, escenografía de Andréas Voutsinas, Théâtre de Paris
- 1976 : La Dispute, de Pierre de Marivaux, escenografía de Patrice Chéreau, Teatro de la Porte Saint-Martin
- 1979 : Honorée par un petit monument, de Denise Bonal, escenografía de Jean-Christian Grinevald, Festival de Aviñón
- 1988 : Une absence, de Loleh Bellon, escenografía de Maurice Bénichou, Théâtre des Bouffes-Parisiens
- 1991 - 1992 : Le Vieil Hiver, de Roger Planchon, escenografía del autor, Teatro Nacional Popular
- 1991-1992 : Fragile Forêt, de Roger Planchon, escenografía del autor, Teatro Nacional Popular
- 2004-2005 : Le Fait d'habiter Bagnolet, de Vincent Delerm, escenografía de Sophie Lecarpentier, Théâtre du Rond-Point

## Filmografía

### Cine
- 1954 : Si Versailles m'était conté..., de Sacha Guitry, con Michel Auclair, Jean-Pierre Aumont, Jean-Louis Barrault, Bourvil, Claudette Colbert y Gino Cervi
- 1957 : Méfiez-vous fillettes, de Yves Allégret, con Robert Hossein, Antonella Lualdi y Gérard Oury
- 1958 : Montparnasse 19, de Jacques Becker, con Gérard Philipe, Lilli Palmer, Gérard Séty, Lino Ventura y Anouk Aimée
- 1960 : Première brigade criminelle, de Maurice Boutel, con Dora Doll, Jacques Dumesnil, Jacqueline Joubert y Howard Vernon
- 1961 : Les Moutons de Panurge, de Jean Girault, con Darry Cowl y Pascale Roberts
- 1965 : Moi et les hommes de quarante ans, de Jacques Pinoteau, con Dany Saval, Paul Meurisse y Michel Serrault
- 1971 : Mais ne nous délivrez pas du mal, de Joël Séria, con Jeanne Goupil y Michel Robin
- 1977 : La Communion solennelle, de René Féret, con Patrick Fierry, Marcel Dalio y Myriam Boyer
- 1977 : Dites-lui que je l'aime, de Claude Miller, con Gérard Depardieu, Miou-Miou, Claude Piéplu, Dominique Laffin y Christian Clavier
- 1978 : La Part du feu, de Étienne Périer, con Michel Piccoli, Claudia Cardinale, Jacques Perrin, Rufus y Gabriel Cattand
- 1978 : La Jument vapeur, de Joyce Buñuel, con Carole Laure y Pierre Santini
- 1978 : La Tortue sur le dos, de Luc Béraud, con Jean-François Stévenin y Bernadette Lafont
- 1980 : Mon oncle d'Amérique, de Alain Resnais, con Gérard Depardieu, Nicole Garcia, Roger Pierre, Nelly Borgeaud, Henri Laborit y Pierre Arditi
- 1981 : Et pourtant elle tourne..., de François Raoul-Duval, con Victor Garrivier
- 1981 : La mujer de al lado (La femme d'à côté) de François Truffaut, con Fanny Ardant, Gérard Depardieu, Henri Garcin y Michèle Baumgartner
- 1982 : La Passante du Sans-Souci ,de Jacques Rouffio, con Romy Schneider y Michel Piccoli
- 1982 : Toute une nuit, de Chantal Akerman, con Aurore Clément
- 1983 : Le Destin de Juliette, de Aline Issermann, con Richard Bohringer y Laure Duthilleul
- 1983 : L'Archipel des amours, sketch "Passage à l'acte", de Jacques Frenais, con Christian Rist
- 1983 : La vie est un roman, de Alain Resnais, con Vittorio Gassman, Ruggero Raimondi y Geraldine Chaplin
- 1983 : Ballade à blanc, de Bertrand Gauthier, con Roland Bertin y Didier Flamand
- 1984 : Blanche et Marie, de Jacques Renard, con Sandrine Bonnaire, Miou-Miou y Gérard Klein
- 1984 : Stress, de Jean-Louis Bertuccelli, con Guy Marchand y André Dussollier
- 1984 : Le Chien, de Jean-François Gallotte, con Micheline Presle y Jean-Luc Bideau
- 1985 : Le Mystère Alexina, de René Féret, con Philippe Vuillemin, Valérie Stroh y Marianne Basler
- 1987 : Poussière d'ange, de Édouard Niermans, con Bernard Giraudeau, Fanny Bastien, Fanny Cottençon, Jean-Pierre Sentier y Michel Aumont
- 1987 : Où que tu sois, de Alain Bergala, con Mireille Perrier y Elsa Lunghini
- 1988 : La Maison de jade, de Nadine Trintignant, con Jacqueline Bisset, Vincent Pérez y Fred Personne
- 1989 : Noce blanche, de Jean-Claude Brisseau, con Vanessa Paradis, Bruno Cremer y Ludmila Mikaël
- 1990 : Final, de Irène Jouannet
- 1990 : Il y a des jours... et des lunes, de Claude Lelouch, con Gérard Lanvin, Patrick Chesnais, Annie Girardot, Francis Huster, Vincent Lindon y Philippe Léotard
- 1991 : Aujourd'hui peut-être..., de Jean-Louis Bertucelli, con Giulietta Masina, Éva Darlan y Jean Benguigui
- 1992 : Les Enfants du naufrageur, de Jérôme Foulon, con Brigitte Fossey, Jacques Dufilho, Michel Robin y Jean Marais
- 1992 : Le Mirage, de Jean-Claude Guiguet, con Fabienne Babe
- 1993 : Attitudes, de Éva Darlan, con Isabelle Renauld y Micky Sébastian
- 1994 : Du fond du cœur, de Jacques Doillon, con Anne Brochet, Benoît Régent y Thibault de Montalembert
- 1996 : Le Cœur fantôme, de Philippe Garrel, con Luis Rego, Maurice Garrel, Roschdy Zem y Valeria Bruni Tedeschi
- 1996 : Les Frères Gravet, de René Féret, con Jacques Bonnaffé, Jean-François Stévenin, Robin Renucci y Pierre-Loup Rajot
- 1999 : Les Passagers, de Jean-Claude Guiguet, con Bruno Putzulu
- 2005 : Je vous trouve très beau, de Isabelle Mergault, con Michel Blanc, Medeea Marinescu y Wladimir Yordanoff
- 2007 : Faut que ça danse !, de Noémie Lvovsky, con Jean-Pierre Marielle, Valeria Bruni Tedeschi, Sabine Azéma y Bulle Ogier

### Televisión
- 1965 : Droit d'asile, de René Lucot
- 1966 : Au théâtre ce soir: Blaise, de Claude Magnier, escenografía de Jacques Mauclair, dirección de Pierre Sabbagh, Théâtre Marigny
- 1967 : Un mort sur le carreau, de Roland-Bernard, episodio de Les Cinq Dernières Minutes
- 1972 : Les Enquêtes du commissaire Maigret, de Jean-Louis Muller, episodio Le Port des brumes
- 1972 : La Mort d'un champion, de Abder Isker
- 1974 : Le Pain noir, de Serge Moati
- 1977 : Rossel et la commune de Paris, de Serge Moati
- 1978 : Les Cinq Dernières Minutes, episodio Régis, de Guy Lessertisseur
- 1980-1983 : Messieurs les jurés
  - 1980 - "L'Affaire Lezay", de Alain Franck
- 1981 : Les Cinq Dernières Minutes, de Claude Loursais, episodio L'écluse du temple
  - 1983 - "L'Affaire Crozet", de Alain Franck
- 1984 : Les Cinq Dernières Minutes, episodio Deuil en caravane, de Jean-Louis Muller
- 1986 : Médecins de nuit, episodio Temps mort
- 1989 : Les Enquêtes du commissaire Maigret, episodio Maigret et l'inspecteur malgracieux, de Philippe Laïk
- 1995 : L'instit, episodio D'une rive à l'autre, de Édouard Niermans
- 1998 : Julie Lescaut, episodio Les Fugitives, de Alain Wermus
- 2003 - Famille d'accueil: "Un de plus, un de moins", de Stéphane Kaminka